# Trichogramma minutum
Trichogramma minutum is een vliesvleugelig insect uit de familie Trichogrammatidae. De wetenschappelijke naam is voor het eerst geldig gepubliceerd in 1871 door Riley.